# Kossuth Lajos tér (Szolnok)
A Kossuth Lajos tér Szolnok főtere.

## Története

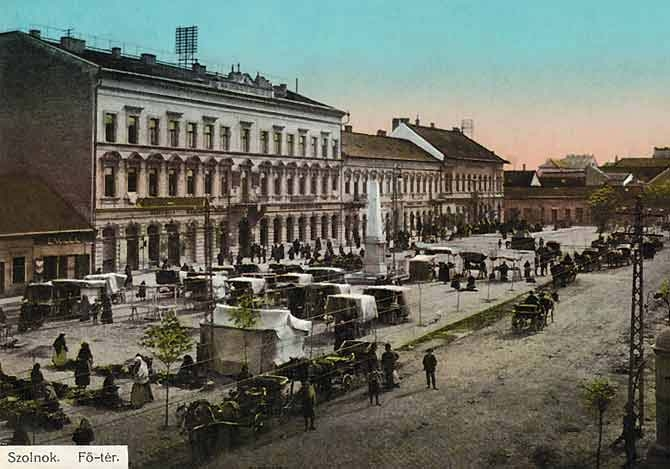
A szolnoki Kossuth tér az 1900-as évek elején

- A tér eredetileg egy ligetes vásártér volt.
- A szocializmus éveiben döntöttek arról, hogy a 4-es számú főútvonalat a belvároson keresztül vezessék el. (A korábbi tervek szerint, a belvárost elkerülve, a mai Szántó körúton lett volna a nyomvonala)

## Átépítés
A "Kossuth tér" átalakítását 2007 nyarán kezdte el a KMD – 2007 Konzorcium. Mind a tér, mind az egész belváros teljesen új arculatot kap. Az 1 142 872 472 Ft-os beruházás során a 2×2 sávot átépítik 2×1 sávosra, amit csak az autóbuszok, a taxik és megkülönböztetett jelzést használó járművek vehetik igénybe. A hivatalos átadás és az első közösségi esemény 2007. december 31-én történt.
A tér hármas tagolású: a tér nyugati részén egy közösségi területet alakítottak ki, középső részén szökőkutak találhatóak, illetve a keleti oldalon egy fás-ligetes közösségi tér.

## A téren lévő fontosabb épületek
- Verseghy Ferenc Megyei Könyvtár
- Damjanich János Múzeum
- Városháza